# Día de Sadie Hawkins
El Día de Sadie Hawkins es un evento folclórico estadounidense y una pseudo-fiesta originada por la tira cómica hillbilly de Al Capp, Li'l Abner (1934-1977). La historia anual de la tira cómica inspiró eventos del mundo real de Sadie Hawkins, cuya premisa es que las mujeres invitan a los hombres a una cita o a bailar. El "Día de Sadie Hawkins" fue presentado en la tira cómica el 15 de noviembre de 1937; la historia se prolongó hasta principios de diciembre.  La historia se retomó en octubre/noviembre del año siguiente  e inspiró una moda en los campus universitarios. En 1939, Life informó que 201 universidades en 188 ciudades celebraron un evento del Día de Sadie Hawkins. 
En Li'l Abner, Sadie Hawkins era la hija nada menos que del alcalde Hekzebiah Hawkins, uno de los primeros colonos de Dogpatch y la "chica más fea de todas esas colinas". Se puso nerviosa esperando pretendientes hasta que cumplió 35 años y todavía era solterona, y su padre estaba preocupado porque tuviera que vivir en casa el resto de su vida. Desesperado, convocó a todos los hombres solteros del pueblo Dogpatch y lo declaró "El Día de Sadie Hawkins". Se estableció una carrera a pie en la que Sadie perseguiría a los solteros más codiciados de la ciudad. Si Sadie atrapara a uno de ellos, el lento corredor estaría obligado a casarse con ella. Ella estaba especialmente interesada en un chico guapo llamado Adam que ya estaba saliendo con Theresa, cuyo padre era el mayor agricultor de patatas de la zona. A diferencia de Sadie, Theresa ya había tenido varias propuestas varias de cortejo.
A medida que el evento se convirtió en una tradición en la tira cómica, Capp, el autor, agregó más elementos a la historia. Cada año, la historia de Sadie Hawkins comienza con una profecía del Viejo Mose, quien le da a Li'l Abner una pista sutilizadnos sobre el final de la historia, que siempre se hace realidad de una manera sorprendente y sorprendente. La trama a veces también incluye el baile de víspera de Sadie Hawkins, que se lleva a cabo la noche anterior, cuando las jóvenes usan botas con clavos y dan pisotones en  los pies de sus parejas para hacer que los solteros corran más lento durante el evento. 
Inspirado en la carrera satírica de Capp en la que mujeres persiguen a solteros aterrorizados con el fin de casarse, el evento invierte las normas culturales de los hombres como perseguidores románticos. Arthur Berger dice que el día "representa un rito de fertilidad y despierta una conciencia de la relación entre el la forma de relacionarse los géneros en Estados Unidos y ritos más 'primitivos'". 
La fecha generalmente más citada para el Día de Sadie Hawkins es el 13 de noviembre, dos días antes de la primera aparición en los cómics.  La fecha se ha confundido en ocasiones con el 29 de febrero (día bisiesto),  la fecha del Día del Soltero según la tradición irlandesa original según la cual a las mujeres se les permitía proponer matrimonio. una vez cada cuatro años. 
Al Capp finalmente fijó la fecha para el Día de Sadie Hawkins el 26 de noviembre, en su última tira diaria de Li'l Abner, el 5 de noviembre de 1977, pero no ha tenido mucho éxito en su propuesta. 
- Baile de Hawkins bailando